# João Coelho
João Ricardo Agostinho Coelho (Vila Franca de Xira, 4 aprile 1999) è un velocista portoghese.

## Record nazionali
Seniores
- 200 metri piani indoor: 21"01 ( Pombal, 27 febbraio 2022)
- 300 metri piani: 32"66 ( Pliezhausen, 8 maggio 2022)
- 400 metri piani: 44"79 ( Chengdu, 3 agosto 2023)
- 400 metri piani indoor: 45"86 ( Glasgow, 2 marzo 2024)
- Staffetta 4x400 m: 3'03"59 ( Monaco di Baviera, 19 agosto 2022) (João Coelho, Mauro Pereira, Ericsson Tavares, Ricardo Dos Santos)
- Staffetta 4x400 m indoor: 3'06"57 ( Glasgow, 3 marzo 2024) (Ericsson Tavares, Ricardo dos Santos, João Coelho, Omar Elkhatib)
- Staffetta 2x2x400 m mista: 3'51"69 ( Chorzów, 1º maggio 2021) (Dorothé Évora, João Coelho)
- Staffetta 4x400 m mista: 3'14"06 ( Chorzów, 25 giugno 2023) (João Coelho, Cátia Azevedo, Ricardo dos Santos, Fatoumata Binta Diallo)

## Progressione

### 400 metri piani
| Stagione | Misura | Luogo     | Data      | Rank. Mond. |
| -------- | ------ | --------- | --------- | ----------- |
| 2023     | 44"79  | Chengdu   | 3-8-2023  |             |
| 2022     | 45"41  | Orano     | 2-7-2022  |             |
| 2021     | 46"29  | Tallinn   | 9-7-2021  |             |
| 2020     | 46"81  | Lisbona   | 15-8-2020 |             |
| 2019     | 47"43  | Madrid    | 24-8-2019 |             |
| 2018     | 47"24  | Salamanca | 9-8-2018  |             |

### 400 metri piani indoor
| Stagione | Misura   | Luogo    | Data      | Rank. Mond. |
| -------- | -------- | -------- | --------- | ----------- |
| 2024     | 45"86(i) | Glasgow  | 2-3-2024  |             |
| 2023     | 46"51(i) | Istanbul | 3-3-2023  |             |
| 2022     | 46"87(i) | Nantes   | 29-1-2022 |             |
| 2021     | 48"57(i) | Pombal   | 28-2-2021 |             |
| 2020     | 47"62(i) | Pombal   | 29-2-2020 |             |
| 2019     | 47"48(i) | Pombal   | 2-3-2019  |             |
| 2018     | 48"21(i) | Pombal   | 3-3-2018  |             |

## Palmarès
| Anno | Manifestazione             | Sede      | Evento          | Risultato   | Prestazione | Note                                        |
| ---- | -------------------------- | --------- | --------------- | ----------- | ----------- | ------------------------------------------- |
| 2018 | Mondiali U20               | Tampere   | 400 m piani     | Batteria    | dns         |                                             |
| 2019 | Mediterraneo U23 indoor    | Miramas   | 400 m piani     | Argento     | 48"15       |                                             |
| 2019 | Giochi europei             | Minsk     | 4×400 m mista   | Bronzo      | 3'19"63     | [ 1 ]                                       |
| 2019 | Europei U23                | Gävle     | 400 m piani     | Semifinale  | 47"49       |                                             |
| 2021 | World Relays               | Chorzów   | 2x2×400 m mista | 5º          | 3'54"01     | Miglior prestazione personale stagionale    |
| 2021 | Europei U23                | Tallinn   | 400 m piani     | Semifinale  | 46"29       | Miglior prestazione personale               |
| 2022 | Campionati ibero-americani | La Nucia  | 400 m piani     | 4º          | 45"88       | [ 2 ]                                       |
| 2022 | Campionati ibero-americani | La Nucia  | 4x400 m         | Bronzo      | 3'07"23     | [ 2 ]                                       |
| 2022 | Giochi del Mediterraneo    | Orano     | 400 m piani     | Oro         | 45"41       | [ 3 ]                                       |
| 2022 | Europei                    | Monaco    | 400 m piani     | Semifinale  | 45"64       |                                             |
| 2022 | Europei                    | Monaco    | 4×400 m         | Batteria    | 3'03"59     | [ 4 ]                                       |
| 2023 | Europei indoor             | Istanbul  | 400 m piani     | Semifinale  | 46"69       | [ 5 ] [ 6 ]                                 |
| 2023 | Giochi europei             | Chorzów   | 400 m piani     | Argento     | 45"05       | [ 7 ]                                       |
| 2023 | Giochi universitari        | Chengdu   | 400 m piani     | Oro         | 44"79       | Record delle Universiadi · Record nazionale |
| 2023 | Mondiali                   | Budapest  | 400 m piani     | Batteria    | 45"38       | [ 8 ]                                       |
| 2024 | Mondiali indoor            | Glasgow   | 400 m piani     | 4º          | 45"86       | [ 9 ]                                       |
| 2024 | Mondiali indoor            | Glasgow   | 4×400 m         | Finale      | dq          | [ 10 ]                                      |
| 2024 | World Relays               | Nassau    | 4×400 m mista   | Batteria    | 3'17"56     |                                             |
| 2024 | Europei                    | Roma      | 400 m piani     | Semifinale  | 45"36       | Miglior prestazione personale stagionale    |
| 2024 | Europei                    | Roma      | 4x400 m         | 6º          | 3'01"89     |                                             |
| 2024 | Giochi olimpici            | Parigi    | 400 m piani     | Ripescaggio | 45"64       |                                             |
| 2025 | Europei indoor             | Apeldoorn | 400 m piani     | 6º          | 46"46       |                                             |
| 2025 | World Relays               | Guangzhou | 4x400 m         | 7º          | 3'04"52     |                                             |

## Campionati nazionali
- 4 volte campione nazionale portoghese indoor dei 400 metri piani (2020, 2022, 2023, 2024)
- 1 volta campione nazionale portoghese dei 400 metri piani (2022)
- 1 volta campione nazionale portoghese indoor dei 200 metri piani (2022)

2019
- Oro ai campionati portoghesi indoor (Pombal), 400 metri piani - 47"70

2020
- Oro ai campionati portoghesi indoor (Pombal), 400 metri piani - 47"62
- Argento ai campionati portoghesi (Lisbona), 400 metri piani - 47"09

2022
- Oro ai campionati portoghesi indoor (Pombal), 200 metri piani - 21"01
- Oro ai campionati portoghesi indoor (Pombal), 400 metri piani - 47"37
- Oro ai campionati portoghesi (Leiria), 400 metri piani - 47"10

2023
- Oro ai campionati portoghesi indoor (Pombal), 400 metri piani - 46"91

2024
- Oro ai campionati portoghesi indoor (Pombal), 400 metri piani - 46"58

## Altre competizioni internazionali
2019
- dns ai Campionati europei a squadre, ( Sandnes), staffetta 4x400 m - dns

2021
- 7º ai Campionati europei a squadre, ( Chorzów), staffetta 4x400 m - 3'09"82

2023
- Argento ai Campionati europei a squadre, ( Chorzów), 400 m piani - 45"05
- 7º ai Campionati europei a squadre, ( Chorzów), staffetta 4x400 m mista - 3'14"06